# Rysia
Rysia je přírodní rezervace v katastrálních územích obcí Valaská Belá v okrese Prievidza a Čierná Lehota v okrese Bánovce nad Bebravou v Trenčínském kraji na Slovensku. Území bylo vyhlášeno v roce 2004 a jeho rozloha je 30,49 hektaru. Předmětem ochrany jsou evoluční procesy v komplexu přirozených lesních porostů ve Strážovských vrších.